# Tiya
Tiya és una ciutat al centre d'Etiòpia, que es troba a la Zona gurage de la regió dels Pobles del Sud al sud d'Addis Abeba. Està inscrit a la llista del Patrimoni de la Humanitat de la UNESCO des del 1980